# Colegio de Ingenieros Civiles de Honduras
El Colegio de Ingenieros Civiles de Honduras, CICH por su siglas es el colegio profesional dedicado a regular el correcto ejercicio profesional de la Ingeniería Civil en Honduras.

## Presidentes del Colegio de Ingenieros Civiles de Honduras
Su primer Presidente fue el Ingeniero José Dalmiro Caballero con CICH n.º 0001 período 1964, prosiguiendo en el cargo los siguientes:
- 1965 - 1966 Roberto Mairena Valle (QDDG) CICH-00135
- 1966 - 1967 Arq. Francisco Maradiaga CICH-0072
- 1967 - 1968 Roberto Carlos Valenzuela (QDDG) CICH-0117
- 1968 - 1969 Miguel Ángel Rivera (QDDG) CICH-0130
- 1969 – 1970 Ing. Elec. Luis Bográn Fortín CICH-0212
- 1970 - 1973 Herman Aparicio Velásquez CICH-0216
- 1971 – 1973 Guillermo E. Valle Becerra (QDDG) CICH-0116
- 1973 – 1975 Mario Reina Idiáquez (QDDG) CICH-0004
- 1975 – 1977 Luis Jesús Asfura Asfura CICH-0087
- 1977 – 1979 José Ramiro Zúñiga Soto CICH-0302
- 1979 – 1981 Rafael Rivera Medina CICH-0040
- 1981 – 1983 Roberto Reyes Cerrato (QDDG) CICH-0132
- 1983 – 1985 Miguel Ángel Matute (QDDG) CICH-0244
- 1985 – 1987 Ricardo Callejas Montes (QDDG) CICH-0371
- 1987 – 1989 Marco A. Waimin Ramos (QDDG) CICH-0584
- 1989 – 1991 Rafael Avencio Ocho  (QDDG) CICH-0625
- 1991 – 1993 Raúl Flores Guillén CICH-0361
- 1993 – 1995 Tomás Lozano Reyes CICH-0545
- 1995 – 1997 Mario Iván Casco Zelaya (QDDG) CICH-0468
- 1997 – 1998 Arturo Calona Herrera (QDDG) CICH-0975
- 1998 – 1999 Abner Enrique Miralda M. CICH-1508
- 1999 – 2001 Ricardo Velásquez Lazo CICH-1241
- 2001 – 2003 Marcio Alvarado Enamorado CICH-0825
- 2003 – 2005 Ricardo Velásquez Lazo CICH-1241
- 2005 – 2007 Sergio Arturo Canales Murguía CICH-0928
- 2007 – 2009 Juan Carlos Andino Valeriano CICH-0577
- 2009 – 2011 Ana María Castro CICH-1580
- 2011 - 2013 Luis René Eveline Hernández CICH-1184
- 2013 - 2015 Claudia Patricia Zúñiga Rodríguez CICH-1921

## Historia del CICH
El Colegio de Ingenieros Civiles de Honduras (CICH) surge al inicio como una SOCIEDAD HONDUREÑA DE INGENIEROS, que junto con la SOCIEDAD HONDURAS DE ARQUITECTOS y a iniciativa de la primera, acordaron celebrar el PRIMER CONGRESO DE INGENIEROS Y ARQUITECTOS DE HONDURAS, evento que se llevó a cabo en la ciudad de Comayagua el 19 de agosto de 1951, habiéndose aprobado dentro de sus resoluciones, según ponencia presentada por el Ingeniero RUBEN CLARE VEGA, lo siguiente:
1. Declarar Constituido Provisionalmente el Colegio de Ingenieros y Arquitectos.
2. Organizar sociedad locales de Ingenieros y Arquitectos en los lugares donde haya los indispensables profesionales de este ramo.
3. Elevar al Poder Ejecutivo una solicitud para que emita los Estudios y Reglamentos necesarios a la creación del Colegio de Ingenieros y Arquitectos de Honduras.
4. Que la Sociedad Hondureña de Ingenieros se encargue de elaborar los Estatutos y Reglamentos del Colegio Profesional para ser sometidos al conocimiento y la resolución del próximo Congreso de Ingenieros y Arquitectos de la República.
En el año de 1962, el Honorable Congreso Nacional emitió el Decreto n.º 73, mediante el cual creó la "LEY DE COLEGIACION PROFESIONAL OBLIGATORIA". Ley de la que se originan todos los Colegios Profesionales existentes. Más tarde y con la destacada participación de los Ingenieros: FRANCISCO PRATS VIVES y MIGUEL ANGEL RIVERA BERMUDES (Q.D.D.G.) y el Arquitecto FRANCISCO MARADIAGA, se elaboró la Ley Orgánica del Colegio de Ingenieros Civiles de Honduras, habiéndose obtenido su aprobación por Decreto n.º 30 del jefe de Estado, el 28 de febrero de 1964. Es así como el 16 de agosto de 1964 se fundó el Colegio de Ingenieros Civiles de Honduras cuyas siglas son C.I.C.H., con 192 miembros, recogiendo en su seno todas las disciplinas de la Ingeniería y a los Arquitectos. Hasta el año de 1979, año en que los Ingenieros Mecánicos, Eléctricos, Químicos y Arquitectos, fundaron sus propios Organismos lo que,  provocó que en ese mismo año se llevara a cabo la Penúltima reforma de la Ley Orgánica del CICH. Siendo esta nuevamente reformada en 1987 con motivo de la creación del Comité Intercolegial de Registro y Clasificación de Empresas (CIRCE). Su primer presidente fue el Ing. José Dalmiro Caballero, destacándose como una institución sin ánimo de lucro, encargada de regular y proteger el ejercicio de la Ingeniería en Honduras, con una ley de orden público y por consiguiente de observancia general y obligatoria en Honduras.

## Requisitos de Colegiación
Para los graduados en la UNAH y en las Universidades Privadas.
1. Llenar ficha de colegiación.
2. Llenar ficha de Estudios Universitarios (se adjunta a ésta publicación).
3. Exámenes y evaluación médica para personas menores de 45 años (Remisión al médico entregada por el CICH).
4. Llenar solicitud del Fondo de auxilio mutuo (FAM).
5. Doscientos Lempiras (Lps. 200.00) para contribución de libros de biblioteca que serán cancelados en efectivo en el CICH.
6. Recibo de pago por inscripción y cuotas obligatorias.
7. Dos (2) fotografías tamaño carné.
8. Original del título debidamente registrado por la UNAH y entregar fotocopia del mismo por el revés y derecho.
9. Certificación del Acta de Juramentación Original extendida por la UNAH.
10. Currículum vitae.
11. Diplomas de cursos recibidos (opcional).
12. Fotocopia de la Tarjeta de Identidad o Pasaporte.
13. Partida de Nacimiento original o fotocopia autenticada.
14. Estar asegurado con seguros PALIC por un periodo de dos años según acuerdo en la XLVIII Asamblea General Extraordinaria. 
Para Centroamericanos incorporados legalmente en la UNAH
1. Llenar ficha de Colegiación.
2. Llenar ficha de Estudios Universitarios (se adjunta en esta publicación).
3. Exámenes y evaluación médica para personas menores de 45 años (Remisión al médico entregada por el CICH ).
4. Llenar solicitud del Fondo de Auxilio Mutuo (FAM).
5. Doscientos Lempiras (Lps.200.00) para contribución de libros de biblioteca que serán cancelados en efectivo en el CICH.
6. Recibo de pago por Inscripción y cuotas obligatorias.
7. Dos (2) fotografías tamaño carné.
8. Original del Título debidamente autenticado por las autoridades correspondientes en el lugar donde se graduó, por las autoridades de la Secretaría de Relaciones Exteriores y registrado por la UNAH, debiendo dejar fotocopia del mismo.
9. Certificación Original de Incorporación de Título extendida por la UNAH.
10. Presentar constancia de que hay reciprocidad en el Colegio de su país.
11. Curriculum vitae.
12. Diplomas de cursos recibidos (opcional).
13. Fotocopia del pasaporte.
14. Partida de nacimiento original o fotocopia autenticada.
Para los hondureños graduados en el extranjero.
1. Llenar ficha de Colegiación.
2. Llenar ficha de Estudios Universitarios.
3.  Exámenes y evaluación médica para personas menores de 45 años (Remisión al médico entregada por el CICH).
4. Llenar solicitud del Fondo de Auxilio Mutuo (FAM).
5. Doscientos Lempiras ( Lps. 200.00) para la contribución de libros de biblioteca que serán cancelados en efectivo en el CICH.
6. Recibo de pago por Inscripción y cuotas obligatorias.
7. Dos (2) fotografías tamaño carné.
8. Originales del título debidamente autenticado por las autoridades correspondientes en el lugar donde se graduó, por las autoridades de la Secretaría de Relaciones Exteriores y registrado en la UNAH, debiendo dejar fotocopia del mismo.
9. Certificación Original de Incorporación de Título extendida por la UNAH.
10. Curriculum vitae.
11. Diplomas de cursos recibidos ( opcional).
12. Fotocopia de la tarjeta de identidad o pasaporte.
13. Partida de nacimiento original o fotocopia autenticada. 
Requisitos de Colegiación.
 Para los profesionales de la ingeniería extranjeros especializados, contratados por instituciones estatales, municipales o empresas privadas para la realización de un trabajo específico.
1. Llenar ficha de Colegiación.
2.  Llenar ficha de Estudios Universitarios.
3.  Recibo de pago por inscripción ($ 100.00) y cuotas obligatorias ( Lps. 500.00 mensual). El pago de las cuotas mensuales, deberá hacerse el tiempo que dure el proyecto.
4. Dos (2) fotografías tamaño carné.
5. Original del título debidamente autenticado por las autoridades correspondientes en el lugar donde se graduó, y por las autoridades de la Secretaría de Relaciones Exteriores de Honduras, debiendo dejar fotocopia del mismo.
6. Curriculum vitae.
7. Diplomas de curso recibidos (opcional).
8. Fotocopia del pasaporte.
9. Constancia de la institución estatal o empresa privada, justificando la necesidad de la contratación de sus servicios y el tiempo que durará su permanencia en el país.
10. Copia del contrato de Prestación de servicios.
Nota: la documentación que se encuentre en idioma extranjero, deberá ser presentada con la respectiva traducción oficial de la Secretaría de Relaciones Exteriores.